# Jumping into the World
Jumping Into the World é o primeiro álbum especial (ou álbum 1.5) da cantora sul-coreana BoA, lançado em 8 de março de 2001. Consiste de oito faixas inéditas ao lado de versões em inglês e chinês das canções "Don't Start Now", "사라 (SARA)" e "ID; Peace B". Na Coreia, o álbum foi intitulado Don't Start Now.

## Lista de faixas
| N.º            | Título                                | Duração |  |
| 1.             | "Don't Start Now"                     | 3:43    |  |
| 2.             | "Again"                               | 4:21    |  |
| 3.             | "Destiny"                             | 5:11    |  |
| 4.             | "Love Letter"                         | 4:03    |  |
| 5.             | "Love Hurts"                          | 3:08    |  |
| 6.             | "Power"                               | 3:04    |  |
| 7.             | "Let U Go"                            | 4:40    |  |
| 8.             | "Don't Start Now (English Ver.)"      | 3:43    |  |
| 9.             | "ID; Peace B (English Ver.)"          | 3:54    |  |
| 10.            | "사라 (SARA) (English Ver.)"          | 3:48    |  |
| 11.            | "Dreams Come True"                    | 4:41    |  |
| 12.            | "비밀일기 (I'm Sorry) (Chinese Ver.)" | 4:47    |  |
| 13.            | "ID; Peace B (Chinese Ver.)"          | 3:54    |  |
| 14.            | "사라 (SARA) (Chinese Ver.)"          | 3:48    |  |
| Duração total: | Duração total:                        | 48:12   |  |

## Paradas musicais

### Paradas semanais
| Parada (2002)            | Posição de pico |
| ------------------------ | --------------- |
| Japanese Albums (Oricon) | 29              |

### Paradas mensais
| Parada (2001)              | Posição de pico |
| -------------------------- | --------------- |
| South Korean Albums (RIAK) | 6               |

## Histórico de lançamento
| Região        | Data               |
| ------------- | ------------------ |
| Coreia do Sul | 8 de março de 2001 |
| Japão         | 29 de maio de 2002 |